# Jordan Clarke (athlétisme, lancer de poids)
Pour les articles homonymes, voir Jordan Clarke et Clarke.
Jordan Clarke (né le 10 juillet 1990 à Anchorage) est un athlète américain, spécialiste du lancer du poids.

## Biographie
Étudiant à l'Université d'État de l'Arizona, il remporte à trois reprises le titre du lancer du poids des Championnats NCAA en plein air, de 2011 à 2013. En juin 2014, à Coeur d'Alene, il porte son record personnel à 21,37 m. 
En 2015, il se classe deuxième du meeting de Rome et deuxième du meeting de New York.

### Records
| Épreuve         | Performance | Lieu          | Date         |
| --------------- | ----------- | ------------- | ------------ |
| Lancer du poids | 21,37 m     | Coeur d'Alene | 14 juin 2014 |